# Caminos y Puentes Federales

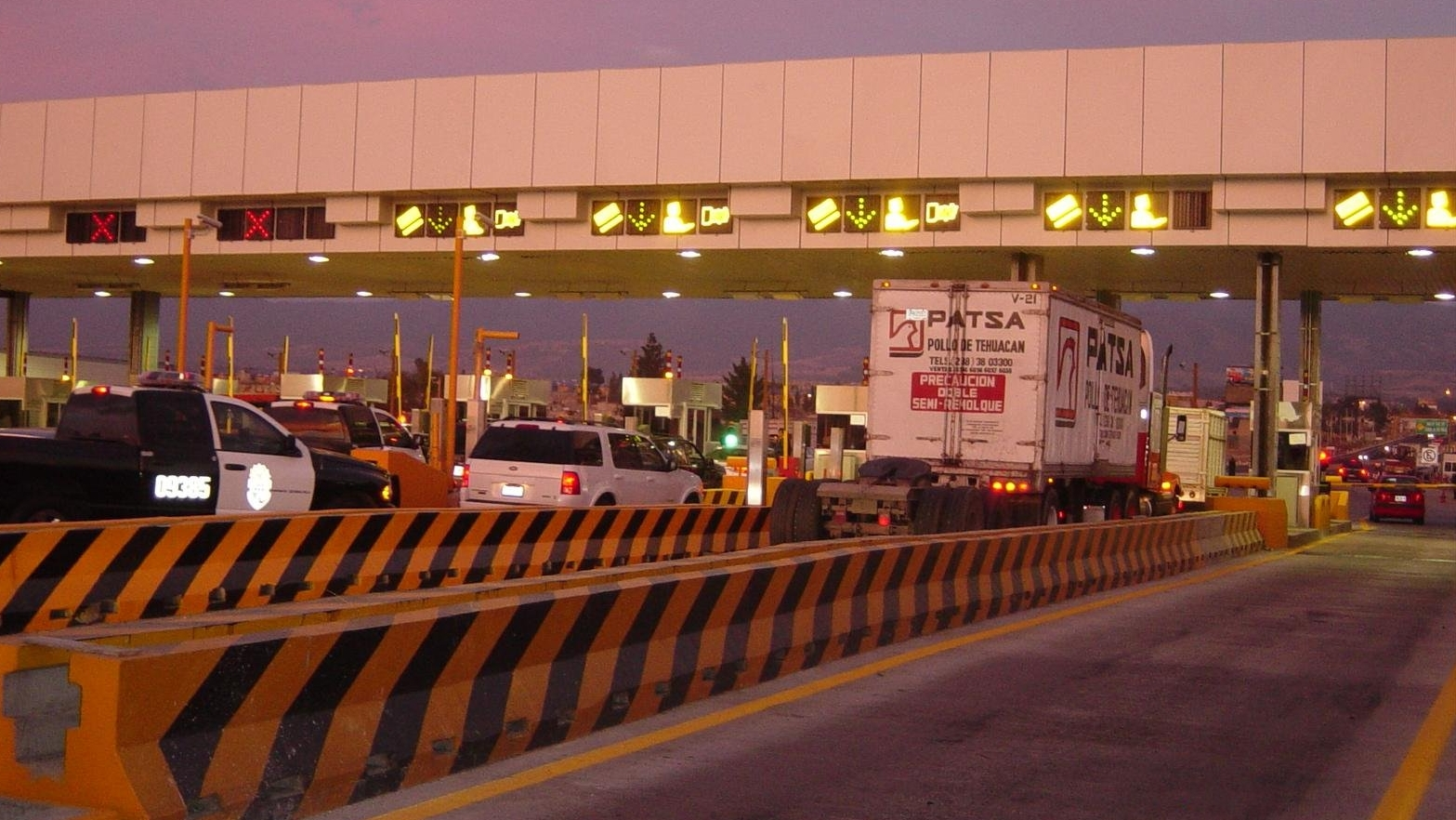
Plaza de cobro San Marcos, en la autopista México-Puebla

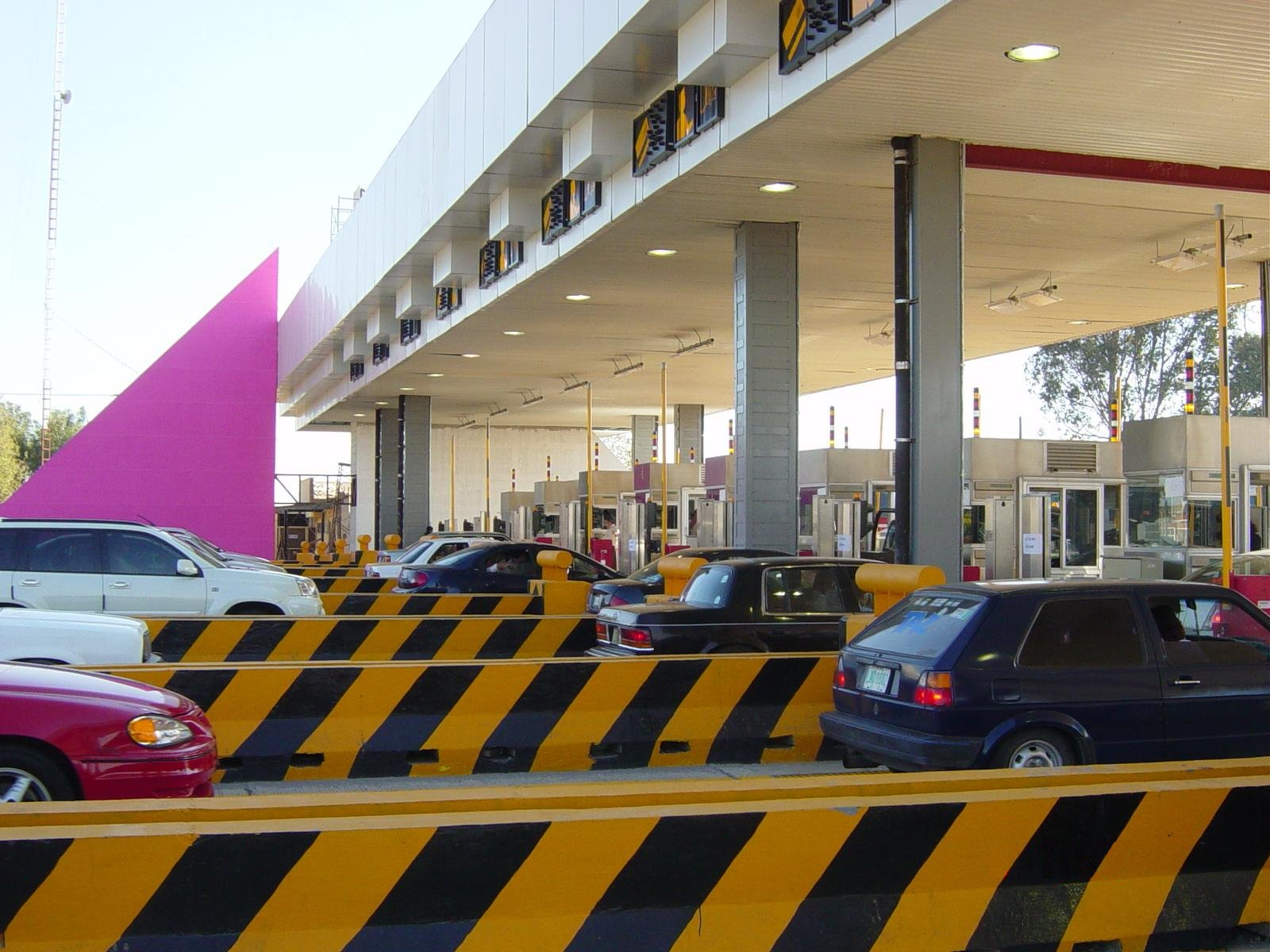
Plaza de cobro Chalco, en la autopista México-Chalco

Caminos y Puentes Federales de Ingresos y Servicios Conexos (CAPUFE) es un organismo público descentralizado del Gobierno Federal de México, con personalidad jurídica y patrimonio propio, que opera y da mantenimiento mayor y menor a los caminos y puentes federales. También participa en proyectos de inversión y coinversión para la construcción y operación de vías generales de comunicación. Su cabeza de sector es la Secretaría de Infraestructura, Comunicaciones y Transportes (SICT). El máximo órgano rector de CAPUFE lo constituye un consejo de administración presidido por el Secretario de Comunicaciones y Transportes. La directora general es Elsa Julita Veites Arévalo. Sus oficinas centrales se encuentran en Cuernavaca, Morelos. Fue fundado el 31 de julio de 1958, decreto por el entonces presidente Adolfo Ruiz Cortines.

## Historia
El 14 de octubre de 1949 se creó la Compañía Constructora del Sur, S.A. de C.V., empresa subsidiaria de Nacional Financiera (NAFINSA). Su objetivo era el de construir carreteras de altas especificaciones. En 1952 se inauguraron las primeras autopistas de cuota de México, la México-Cuernavaca (con una longitud de 62 km) y la Amacuzac-Iguala (51 km). Su administración y operación se otorgaron inicialmente a la empresa que las construyó, la Compañía Constructora del Sur. El 23 de agosto de 1956 la empresa cambió de nombre a Caminos Federales de Ingresos, S.A. de C.V.
El 31 de julio de 1958, por Decreto Presidencial, se creó el organismo público federal descentralizado del gobierno federal Caminos Federales de Ingresos, el cual estaba adscrito a la Secretaría de Comunicaciones y Obras Públicas. Entre las funciones que se le asignaron estaban la administración de las autopistas México-Cuernavaca, Cuernavaca-Amacuzac, Amacuzac-Iguala, y las obras en proyecto de la carretera México-Querétaro y del puente sobre el río Sinaloa. El 1 de octubre de 1958 se inauguró la Autopista México-Querétaro.
En 1959 la Secretaría de Comunicaciones y Obras Públicas (SCOP) se transformó en la Secretaría de Comunicaciones y Transportes (SCT). Se creó también la Secretaría de Obras Públicas (SOP), a la que fue asignado el organismo. Cuando Caminos Federales de Ingresos comenzó a operar el puente de cuota sobre el Río Sinaloa, se modificó su denominación a través del decreto del 3 de junio de 1959 a Caminos y Puentes Federales de Ingresos.
En 1960, inició el servicio de transbordadores entre Zacatal y Ciudad del Carmen. El 23 de junio de 1963 se estableció el organismo conexo para alquilar maquinaria pesada para construcción, por lo que se tuvieron que modificar los objetivos del organismo y el 29 de junio de este año se publicó el decreto en con el que se cambió su denominación a Caminos y Puentes Federales de Ingresos y Servicios Conexos. Se ampliaron sus funciones para administrar servicios conexos a las vías de comunicación y los transbordadores que adquiriera en el futuro para el servicio marítimo y fluvial, así como el establecimiento y la administración de plantas para la elaboración de productos para la pavimentación.
El 11 de junio de 1964 se inauguró en Irapuato, Guanajuato una planta industrial que producía y vendía emulsiones asfálticas, aditivos y pinturas. CAPUFE queda sujeto al régimen de la Ley Federal de los Trabajadores al Servicio del Estado el 1 de diciembre de 1964. En 1971 se puso en operación otra planta para producir y vender emulsiones asfálticas en Chontalpa, Tabasco.
El 15 de octubre de 1985 se trasladan de Ciudad de México a Cuernavaca las oficinas centrales de CAPUFE, debido al terremoto ocurrido el 19 de septiembre de ese año. El 2 de agosto de 1985 CAPUFE reestructuró su organización y funcionamiento por un nuevo decreto presidencial, con el cual asimilaba nuevas responsabilidades encomendadas con la puesta en marcha del Programa Nacional de Autopistas Concesionadas. Se derogó por un nuevo decreto el 24 de noviembre de 1993, y el 14 de septiembre de 1995 se reformó para ajustarse al Plan Nacional de Desarrollo 1995-2000.
En diciembre de 1997 se inició la modernización de los sistemas de cobro en las autopistas operadas por CAPUFE, la cual incluyó el desarrollo de un sistema de peaje propio y la modernización de las casetas de cobro con el objeto de brindar nuevas opciones de pago a los usuarios. El 14 de agosto de 1998, CAPUFE recibió del Banco Nacional de Obras y Servicios Públicos (BANOBRAS) la transferencia de 23 concesiones rescatadas para su operación, conservación y mantenimiento. En 2003 se inició un nuevo proyecto de medios electrónicos de pago cuyo objetivo fundamental es disminuir el manejo de efectivo en las plazas de cobro para incrementar el pago electrónico, logrando con esto mayor eficiencia administrativa del organismo. El proyecto incluye cambiar la tecnología actual de telepeaje, denominada IAVE (Sistema de Identificación Automática Vehicular), a las nuevas tecnologías disponibles, además de incluir el pago con tarjetas bancarias.

## Red de carreteras
Existen tres tipos de redes carreteras operadas por CAPUFE:
- La Red Propia, que se integra con las autopistas y puentes que fueron concesionados a CAPUFE por el Gobierno Federal, a través de la SCT, para su operación, conservación, mantenimiento y explotación.

- La Red Contratada, que consiste en las autopistas y puentes concesionados a terceros por el Gobierno Federal, a través de la SCT o de Gobiernos Estatales, que pueden ser otros niveles de gobierno (estatales o municipales) o empresas privadas para su operación, conservación, mantenimiento y explotación. CAPUFE es entonces contratado para brindar los servicios de operación y mantenimiento a los concesionarios.

- La Red FNI (Fondo Nacional de Infraestructura), que está integrada por las autopistas y puentes concesionados por el Gobierno Federal al Banco Nacional de Obras y Servicios Públicos (BANOBRAS), a través de la SCT, para su operación, conservación, mantenimiento y explotación, que fueron rescatadas por el FARAC (Fideicomiso de Apoyo al Rescate de Autopistas Concesionadas) al quebrar los concesionarios privados originales. CAPUFE está contratado para la operación y mantenimiento de esta red. A partir de 2008 (febrero) los fondos de FARAC se integraron al Fondo Nacional de Infraestructura (FONADIN o FNI).

## Principales objetivos de CAPUFE
- Mejorar la prestación de servicios de los Caminos y Puentes Federales de Ingresos Conexos de México para hacer más eficiente el flujo diario de usuarios.
- Fortalecer los sistemas de seguridad vial a los usuarios que transitan por estas vías operadas por este organismo.
- Incrementa la eficiencia, productividad y autosuficiencia financiera de la organismo para mejorar el servicio prestado a los mexicanos

## Directores generales
| Director general                           | Periodo     |
| ------------------------------------------ | ----------- |
| Andrés Pedrero                             | 1958 - 1959 |
| Hugo Cervantes del Río                     | 1959 - 1964 |
| Ernesto Patiño                             | 1964 - 1965 |
| Jorge Sánchez Teruel                       | 1965 - 1970 |
| Antonio Bernal Tenorio                     | 1970 - 1976 |
| Héctor M. Calderón                         | 1976 - 1982 |
| Fernando Gutiérrez Barrios                 | 1982 - 1986 |
| Sergio López Mendoza                       | 1986 - 1988 |
| Luis Martínez Villicaña                    | 1988 - 1993 |
| Gustavo Petricioli                         | 1993 - 1994 |
| Francisco Labastida Ochoa                  | 1994        |
| Francisco Javier Alejo                     | 1994 - 1998 |
| Gustavo Carvajal Moreno                    | 1998 - 2000 |
| Daniel Díaz Díaz                           | 2000 - 2001 |
| Manuel Zubiría Maqueo                      | 2001 - 2007 |
| Humberto Treviño Landois                   | 2007 - 2008 |
| José Tarcisio Rodríguez Martínez           | 2008 - 2012 |
| Guillermo Castillo Caballero               | 2012        |
| Benito Neme Sastré                         | 2012 - 2018 |
| Genaro Enrique Utrilla Gutiérrez           | 2018 - 2020 |
| Elsa Julita Veites Arévalo                 | 2020 - 2024 |
| Rubén Arturo Hernández Bermúdez            | 2025 -      |
| Diseño Logo Alex Koehn Flores. 2014 - 2025 |             |